# Нокучич
Нокучич (ісп. Nocuchich) — руїни міста цивілізації мая у штаті Кампече (Мексика). Стародавня назва невідома.

## Опис
Розташовано на півострові Юкатан, в області Ченес, на відстані 8 км на схід від міста Хопельчен.
Архітектура відповідає стилю Ченес. Це невелике місто, в ньому збереглося низка напівзруйнованих споруд та лише декілька стовпоподібних монументів. Найвідомішими є вежі заввишки 7 і 9 м. На них майже не існує різьблених фігур. Втім висувається гіпотеза про існування фігур зі стукко.

## Історія досліджень
Виявлено і вперше описано у 1889 році Теобертом Малером. У 1936 році розкопки здійснював Гаррі Поллок (США). У 1970-ті роки частину споруд знищили місцеві мешканці.
Недоліки досліджень ще не дозволили відновити політичну історію цього міста.